# Ljusterö

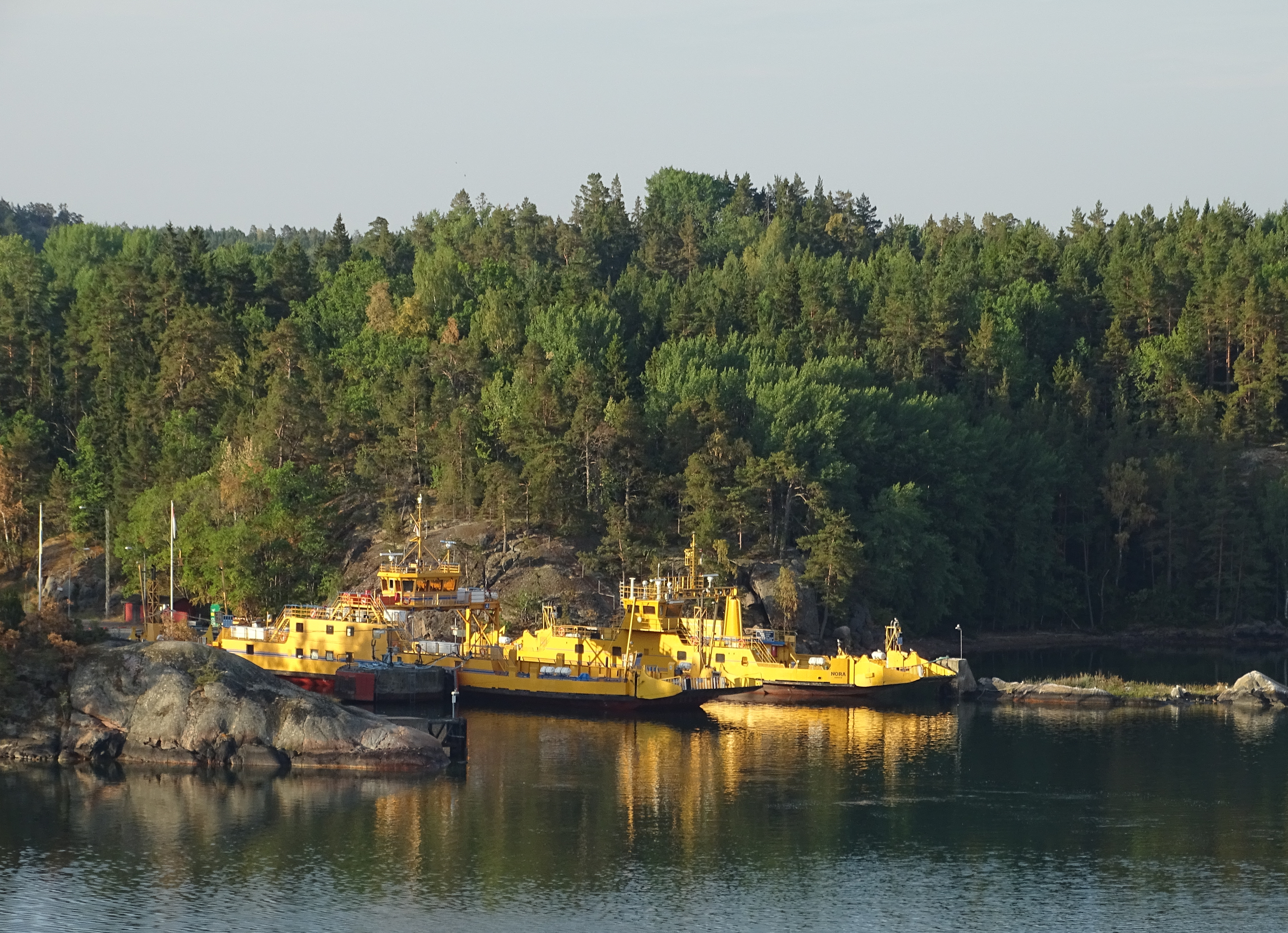
Ferry Ljusterö-Östanå

Ljusterö is een eiland in het noorden van de Scherenkust van Stockholm in de gemeente Österåker in het landschap Uppland en de provincie Stockholms län in Zweden.
Het eiland heeft een oppervlakte van 62 km² en is hiermee het 17de grootste eiland van Zweden.
Het eiland is verbonden met het vasteland door middel van een veerboot, die tussen het eiland en Östanå vaart.
Het eiland heeft zo’n 1500 vaste inwoners, maar in de zomer stijgt dit aantal enorm naar tussen de 25.000 en 30.000 inwoners, dit komt door het grote aantal vakantiehuizen op het eiland.

## Geboren
- Björn Lind (1978), langlaufer